# 生態旅遊

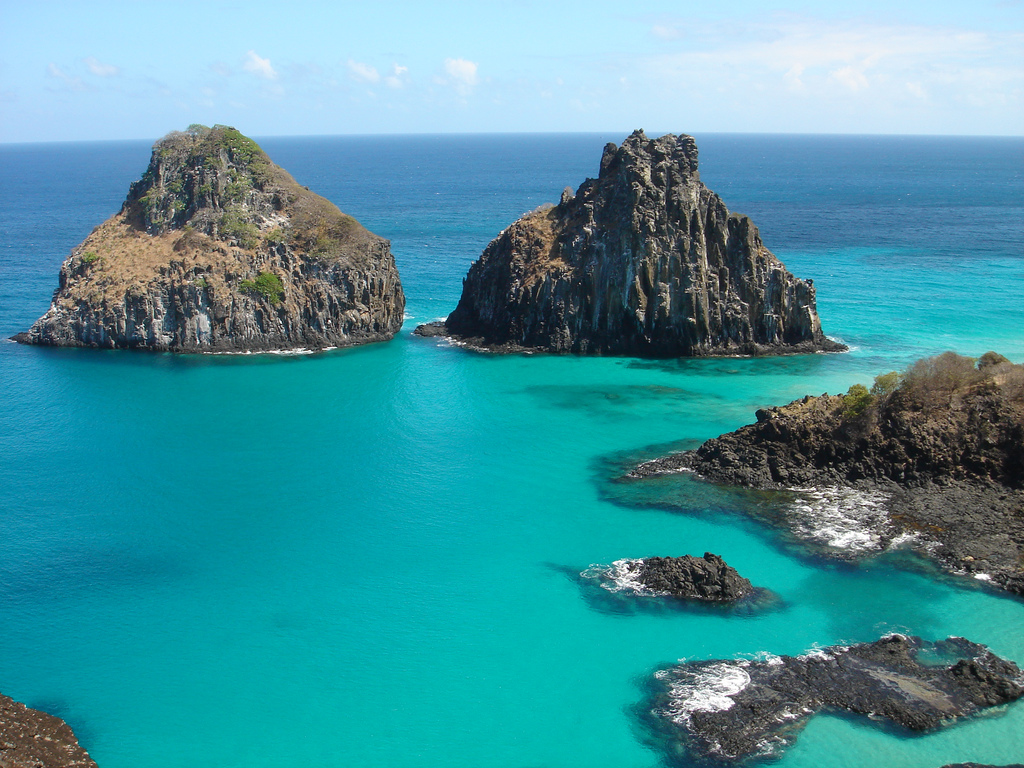
巴西費爾南多迪諾羅尼亞群島

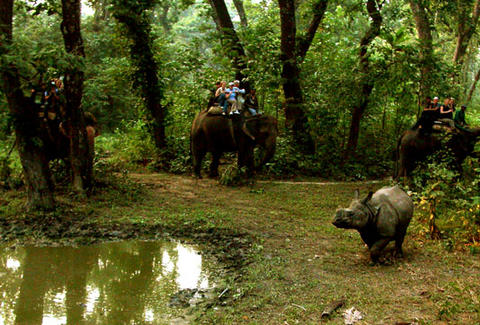
位於尼泊爾的奇特旺国家公园

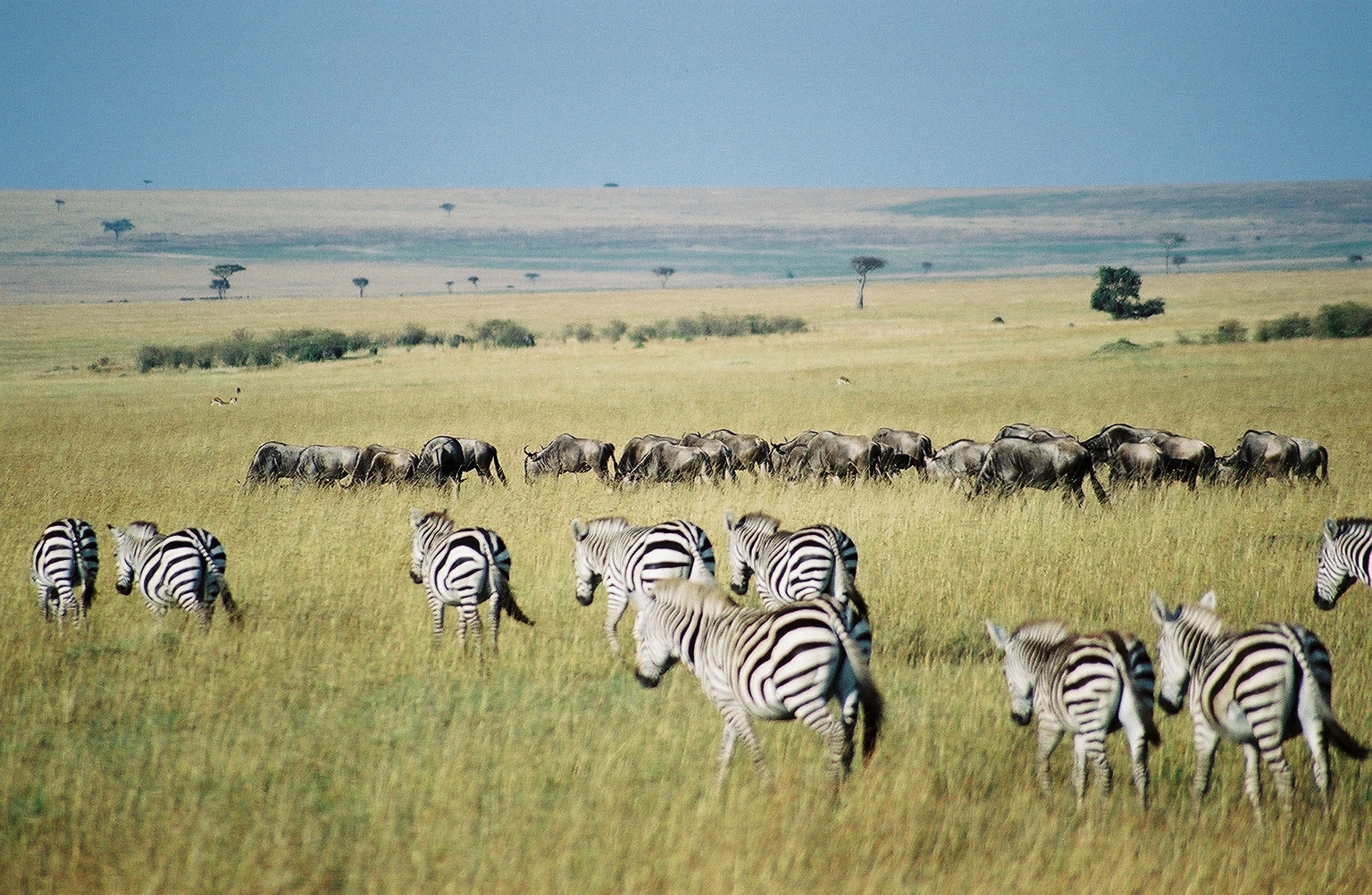
肯亞馬賽馬拉公園保護區內的斑馬群

生態旅遊或稱生態觀光（英語：Ecotourism）一詞最早出現可追溯至1965年，學者赫茲特建議對文化、教育以及旅遊再省思，並倡導所謂的生態旅遊，發展至今生態旅遊已成國際保育和永續發展之基礎概念。

## 定义
1983年，學者赫克特提出「生態旅遊」一詞，成為目前最普遍使用的語彙。其將生態旅遊歸結出三大特點：
1. 生態旅遊是一種仰賴當地資源的旅遊；
2. 生態旅遊是一種強調當地資源保育的旅遊；
3. 生態旅遊是一種維護當地社區概念的旅遊。

最後，學者赫克特將生態旅遊定義為「到相對未受干擾或未受污染的自然區域旅行，有特定的研究主題，且體驗或欣賞其中的野生動植物景象，並且關心區內的文化特色」。
生態旅遊學會 (The Ecotourism Society) 在1991年為生態旅遊下了一個廣為各界接受的註解：「生態旅遊是一種具有環境責任感的旅遊方式，保育自然環境與延續當地住民福祉為發展生態旅遊的最終目標」

## 無污染旅行者
- 使用最少污染的交通工具
- 盡量少用過度食品加工及包裝的食品飲品
- 盡量不用一次性物品
- 帶走一切帶去的物品，絕不留下垃圾
- 盡量不生火
- 不干擾野生生物，不捕獵或採摘植物
- 不干擾當地居民的生活
- 保持寧靜，盡量不使用唱機或揚聲器
- 盡量少帶高科技產品
- 遵守一切郊野公園管理當局的指示

## 外部連結
- 「護環境教育短片」之生態旅遊及生態導賞守記 - 龍耳（页面存档备份，存于）
- 日本生態旅遊推薦景點與體驗活動攻略